# Rudiment (batterie)

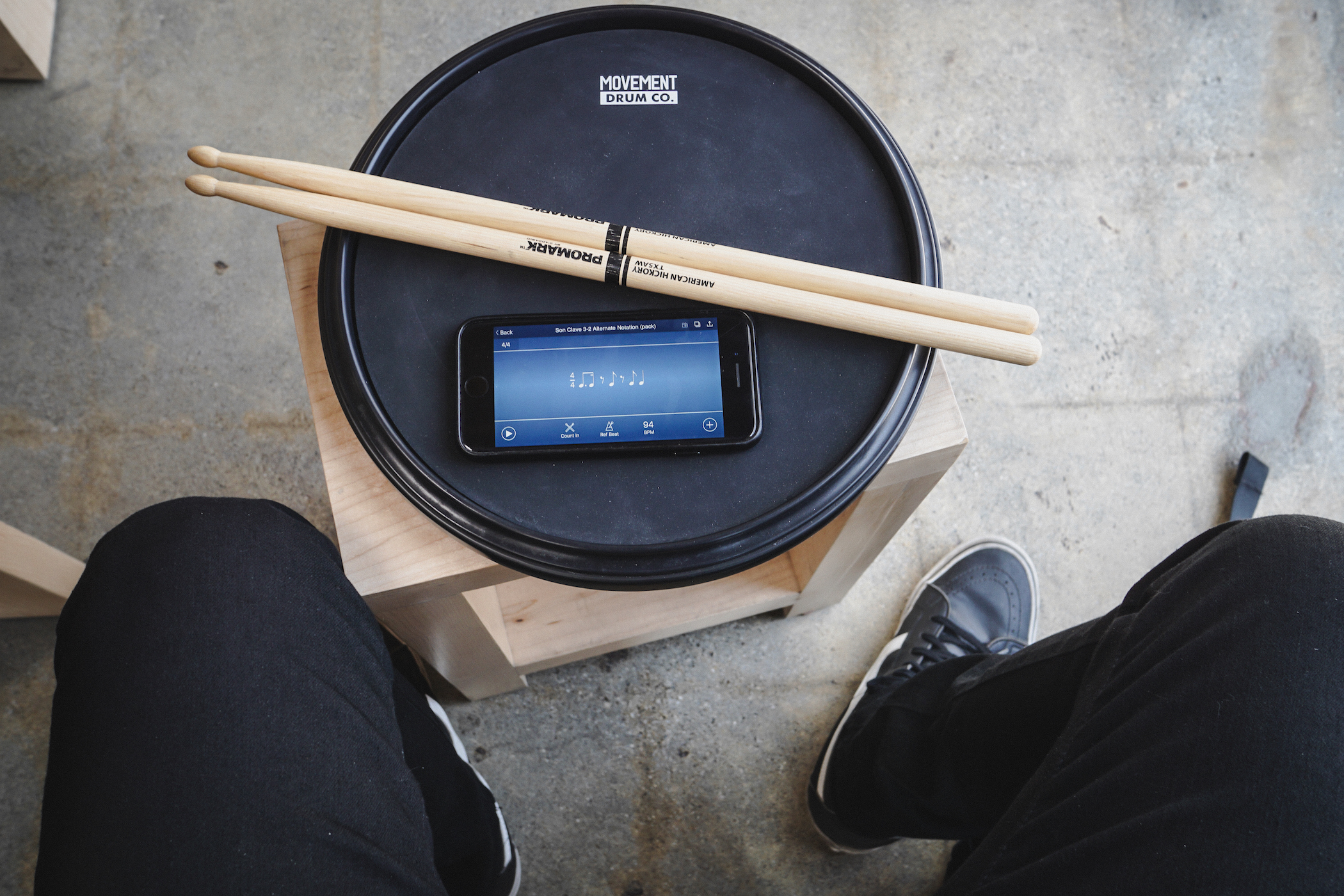
L'utilisation d'un métronome et de baguettes d'entraînement est une façon courante de s'exercer aux rudiments.

Un rudiment est un motif rythmique permettant au percussionniste de façonner son jeu et ses techniques. Le rudiment est utilisé sur tout type d'instrument de percussions comme la batterie ou le tambour.

## Histoire

### Allemagne
Les origines du rudiment remontent à la tradition des tambours qui, dans le sud de l'Allemagne, à l'époque des lansquenets au XVIe siècle, donnaient des signaux militaires et des ordres de marche sous le nom de « spil » (voir aussi à ce sujet le Morgestraich du carnaval de Bâle). Le tambour était utilisé avec la flûte pour donner le rythme de la marche, pour avertir la troupe de l'approche de formations ennemies ou pour accompagner les condamnés au lieu d'exécution.
En Allemagne, un système de tambour autonome se développe jusqu'à la fin du XVIIIe siècle, comme le montre l'Anweisung zum Trommel-Spiel, publié en 1777. Le système est dominé par la main droite et ne comprend qu'environ 14 rudiments standards, comme l'appel de pression et le double tourbillon. Ce style prussien de tambour est différent des pratiques régionales rudimentaires en Bavière, bien que la Bavière fasse partie de l'Allemagne contemporaine, et ne s'applique pas non plus au Hanovre, qui a fait partie de l'Empire britannique pendant une longue période et utilisait donc des idiomes de tambours britanniques.

### Espagne
L'Espagne utilisait son propre système rudimentaire, documenté dès 1761, avec la publication par Manuel de Espinosa de Toques de Guerra. Composé principalement de traits simples, ce système est extrêmement simple et ne compte que huit à dix motifs nommés.

### France
En France, le rudiment est influencés par les Suisses, puis réinjecté dans la culture bâloise, dans un échange à double sens. L'Orchésographie de Thoinot Arbeau de 1588 est généralement citée comme l'un des premiers textes « rudimentaires », bien que son utilisation réelle de la notation soit limitée. Les batteurs professionnels français font partie de la garde d'honneur du roi aux XVIIe et XVIIIe siècles. En 1754, Joseph-Henri de Bombelles publie Instruction pour les tambours, l'un des premiers manuels de tambour militaire à codifier un devoir national spécifique en notation lisible. Le métier a été amélioré sous le règne de Napoléon Ier. La danse française connue sous le nom de Le Rigodon est l'une des pierres angulaires de la batterie rudimentaire moderne. Le Manuel général de musique militaire à l'usage des armées françaises de Jean-Georges Kastner, publié en 1848, détaille les signaux rudimentaires en remontant jusqu'au XVIIe siècle et en suivant les variations jusqu'à l'usage contemporain du milieu du XIXe siècle, ce qui montre que la complexité de la batterie française s'est considérablement accrue au fil du temps. 
Au moins cinq manuels militaires français sont publiés entre 1870 et 1900, à commencer par l'École du tambour de Félix Carnaud en 1870 et la Méthode de tambour de N. Pita en 1885, suivis de près et développés par H. Broutin (1889), Théophile Dureau (1895) et E. Reveillé (1897).

### Suisse
Le premier exemple de fifre et de tambour rudimentaires est souvent cité comme étant celui de l'armée suisse à la bataille de Sempach en 1386. Il existe toutefois des preuves que les Suisses utilisaient déjà des tambours au combat en 1315 à la bataille de Morgarten. Au départ, les rudiments suisses ont une grande influence sur le système français qui, à son tour, sert de base à de nombreux autres systèmes rudimentaires. La Suisse produit deux cultures rudimentaires distinctes, l'Ordonnanz Trommel, plus large, pratiqué à Zurich, en Valais et à Genève, et la version bâloise ou Basler Trommeln.